# Mesembrius brunetti
Mesembrius brunetti är en tvåvingeart som först beskrevs av Sodhi och Singh 1991.  Mesembrius brunetti ingår i släktet Mesembrius och familjen blomflugor. Inga underarter finns listade i Catalogue of Life.